# 監禁逃亡 美しき獲物たち
『監禁逃亡 美しき獲物たち』（かんきんとうぼう うつくしきえものたち）は、1993年12月24日にジャパンホームビデオから発売された葉山レイコ主演のVムーヴィー（オリジナルビデオ）。R15作品。『監禁逃亡』シリーズの第2弾であり、本作まで葉山レイコが主演を務めた。

## あらすじ
化粧品会社のセールスレディ亮子（葉山レイコ）は、誤って男を轢いてしまう。が、その男（松村冬風）は護送車から逃走した連続レイプ魔だった。血まみれの男に車内で監禁された亮子は、すきを見て脱出。森を彷徨い辿りついた山荘で、男（水上功治）に助けられる。が、その男には異常な性癖が...見られた男は、亮子を監禁、そして...

## 出演
- 亮子：葉山レイコ
- 山室：水上功治
- 観月マリ
- 逃走犯：松村冬風
- 高沢順子

他

## スタッフ
- 監督：井上眞介
- 製作：升水惟雄
- 企画：石井渉
- プロデューサー：津島研郎、高澤吉紀、中澤和久
- 脚本：前田治行
- 音楽：高杉晋一
- 撮影：苧野登也
- 照明：太田耕治
- 録音：井上公二
- 映像：大沼一利
- 美術装飾：小林和美、佐藤廊亮
- 持道具：羽島幸博
- メイク・スタイリスト：葵蒔初美
- 助監督：相沢淳、石井大地
- 編集：布川輝孝
- 整音：丸山光義
- スチール：樋口通
- 車輌：ホリオート
- デスク：山田文
- 制作渉外：藤田進
- 制作進行：姜東陸
- 制作担当：小林智裕
- 協力：イマージュ・レーヴ、しみず工房
- 技術協力：ZOOM-X（ズーメックス）
- 制作協力：株式会社 高澤

## リリース
- VHS『監禁逃亡 美しき獲物たち』1993年
- DVD『美しき獲物たち コンプリートコレクション』（2002年、発売元：パイオニアLDC、PIBD-1040）※葉山レイコ主演の1作目『監禁逃亡』と2作目『監禁逃亡 美しき獲物たち』をDISC1枚に収録。4P解説書封入。
- DVD『監禁逃亡 美しき獲物たち』2020年 ORJH-0002